# Leubatang
Leubatang is een bestuurslaag in het regentschap Lembata van de provincie Oost-Nusa Tenggara, Indonesië. Leubatang telt 802 inwoners (volkstelling 2010).